# Província de Caraș-Severin
La província de Caraș-Severin (IPA: ['ka.raʃ se.ve.'rin]; serbi i croat: Karaš-Severin/Караш Северин, hongarès: Krassó-Szörény, búlgar: Караш-Северин) és un judeţ, una divisió administrativa de Romania, en la regió històrica del Banat, amb capital a Reșița.

## Límits
- Província de Hunedoara i província de Gorj a l'est.
- Província de Timiș al nord.
- Província de Mehedinți al sud-est.
- Sèrbia al sud-oest:
  - Regió Autònoma de Vojvodina a l'oest - Districte del Banat Meridional.
  - Districte de Bor i Districte de Braničevo al sud.

## Demografia
La província és part de l'euroregió del Danubi-Kris-Mures-Tisa.
El 2002, tenia 333,219 i una densitat de població de 39 h/km².
La majoria de pa població són romanesos. També hi ha hongaresos, alemanys, serbis, croats, búlgars, i rromans.
| Any  | Població |
| ---- | -------- |
| 1948 | 302,254  |
| 1956 | 327,787  |
| 1966 | 358,726  |
| 1977 | 385,577  |
| 1992 | 376,347  |
| 2002 | 333,219  |

## Divisió Administrativa
La província té 2 municipalitats, 6 ciutats, i 69 comunes.

### Municipalitats
- Reșița
- Caransebeș

### Ciutats
- Anina
- Băile Herculane
- Bocșa
- Moldova Nouă
- Oravița
- Oțelu Roșu

### Comunes
| - Armeniș - Bănia - Băuţar - Berliște - Berzasca - Berzovia - Bolvașnița - Bozovici - Brebu - Brebu Nou - Buchin - Bucoșnița - Carașova - Cărbunari | - Ciclova Română - Ciuchici - Ciudanovița - Constantin Daicoviciu - Copăcele - Cornea - Cornereva - Coronini - Dalboșeț - Doclin - Dognecea - Domașnea - Eftimie Murgu - Ezeriș | - Fârliug - Forotic - Gârnic - Glimboca - Goruia - Grădinari - Iablanița - Lăpușnicel - Lăpușnicu Mare - Luncaviţa - Lupac - Marga - Măureni - Mehadia | - Mehadica - Naidăș - Obreja - Ocna de Fier - Păltiniș - Pojejena - Prigor - Răcășdia - Ramna - Rusca Montană - Sacu - Sasca Montană - Sichevița - Slatina-Timiș | - Socol - Șopotu Nou - Târnova - Teregova - Ticvaniu Mare - Topleț - Turnu Ruieni - Văliug - Vărădia - Vermeș - Vrani - Zăvoi - Zorlențu Mare |

### Viles
- Agadici